# Zwerg-Orpington

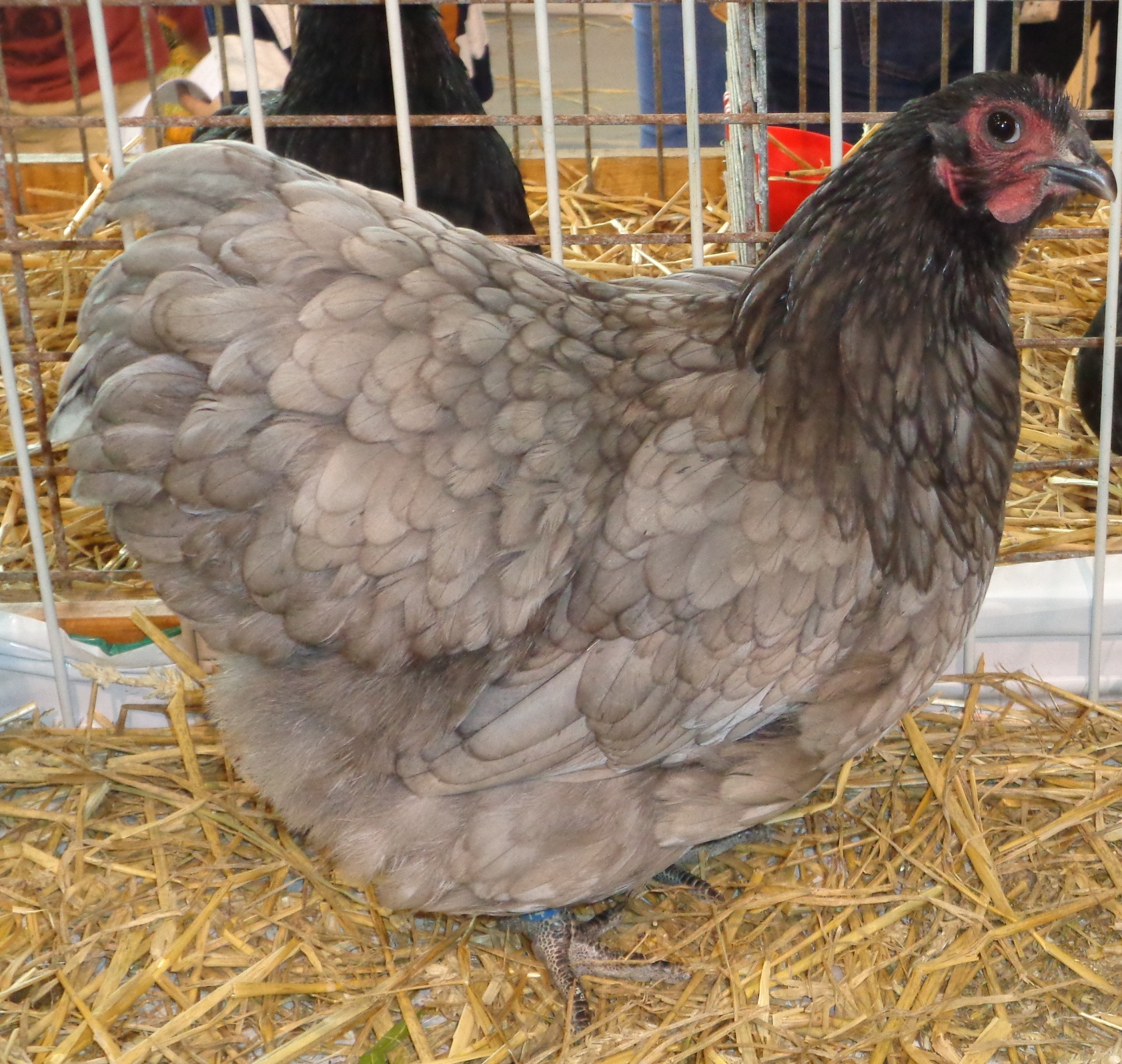
Zwerg-Orpington (blau)

Bei einem Zwerg-Orpington (Orpington Bantams) handelt es sich um eine Hühnerrasse.

## Rassegeschichte
Erstmals wurden Tiere des weißen und schwarzen Farbenschlages 1912 von Emil Kühn, Leipzig-Stötteritz in Leipzig vorgestellt. Dieser hatte sie ab etwa 1905 unter Verwendung von schwarzen Zwerg-Cochin, einfachkämmigen Bantam (Java) sowie Zwerg-Langschan herausgezüchtet. 1920 wurden erstmals auch gelbe Tiere gezeigt. Etwa zur selben Zeit wurde im Heimatland der Großrasse, England, an der Verzwergung gearbeitet, so dass die Herkunft der Rasse auf beide Länder zurückgeht. Die Zucht wurde kontinuierlich aufgebaut, jedoch durch den Zweiten Weltkrieg nahezu vernichtet. Nach diesem erlebte die Zwerghuhnzucht im Allgemeinen, wie auch die Zwerg-Orpington-Zucht im Speziellen einen wahren Aufschwung sowohl in der BRD als auch in der DDR. Inzwischen sind in Deutschland 11 Farbenschläge der kleinen „Würfel“ anerkannt.

## Farbenschläge
gelb, schwarz, weiß, blau-gesäumt, rot, gestreift, gelb-schwarzcolumbia, birkenfarbig, schwarz-weißgescheckt, braun-porzellanfarbig, gelb-schwarzgesäumt, schokoladenbraun, weiß-schwarzcolumbia

## Weitere Farbenschläge in Europa
perlgrau-blau-schwarzgescheckt (DK, CH), rebhuhnfarbig-gebändert (CH, I), silber-schwarzgesäumt (I), weiß-schwarzcolumbia (GB, I, SK, CZ, DK), perlgrau (GB)

## Eigenschaften
- Gewicht: Hahn: 1500 g, Henne 1300 g
- Bruteier-Mindestgewicht: 40 g
- Schalenfarbe der Eier: hellbraun
- Ringgrößen: Hahn 15, Henne 13